# Municipio de Lower Frederick
El municipio de Lower Frederick  (en inglés: Lower Frederick Township) es un municipio ubicado en el condado de Montgomery en el estado estadounidense de Pensilvania. En el año 2000 tenía una población de 4795 habitantes y una densidad poblacional de 231,5 personas por km².

## Geografía
El municipio de Lower Frederick se encuentra ubicado en las coordenadas 40°17′03″N 75°28′39″O / 40.28417, -75.47750.

## Demografía
Según la Oficina del Censo en 2000 los ingresos medios por hogar en la localidad eran de $60,125 y los ingresos medios por familia eran $71,516. Los hombres tenían unos ingresos medios de $44,915 frente a los $34,135 para las mujeres. La renta per cápita para la localidad era de $25,113. Alrededor del 2,7% de la población estaban por debajo del umbral de pobreza.